# Museo ebraico (Roma)
Il museo ebraico è sito nel complesso monumentale del Tempio Maggiore, costruito nell'area di quello che fu il ghetto ebraico di Roma.
La visita al museo generalmente si estende al Tempio Maggiore, inaugurato nel 1904.

## Storia
Il museo è stato aperto nel 1960 per raccogliere le raccolte della comunità ebraica di Roma con il contributo della comunità ebraica provenuta dalla Libia nel 1967.

## Descrizione
Sala 1 (Guardaroba dei tessuti)
Sono esposti dei velluti rinascimentali, ricami e merletti barocchi, lampassi e broccati del Sei e Settecento: dei tesori giunti fino a noi dall'età del ghetto. Il museo possiede circa 900 tessuti, alcuni esposti nelle vetrine, altri usati nelle sinagoghe della città di Roma.
Sala 2 (Da Judaei a Giudei: Roma e i suoi ebrei)
Sono esposti dei calchi di lapidi provenienti da alcune catacombe romane e dalla sinagoga di Ostia antica, manoscritti medievali e piante topografiche della città ricostruiscono anche visivamente la presenza ininterrotta per oltre duemila anni degli ebrei nella città di Roma.
Sala 3 (Feste dell'anno, feste della vita)
La sala è dedicata agli avvenimenti che scandiscono il tempo dell'ebraismo: la preghiera, il Sabato, le festività ebraiche e del ciclo della vita.
Sala 4 (I tesori delle Cinque Scole)
Sono esposti argenti, tessuti preziosi e marmi policromi: la sala è un tributo agli oggetti che gli ebrei del ghetto donarono alle loro sinagoghe e l'occasione per spiegarne l'utilizzo all'interno delle celebrazioni liturgiche della tradizione ebraica.
Sala 5 (Vita e sinagoghe nel ghetto)
La lingua e la cucina, lo spazio urbano, l'architettura, l'istruzione e gli organismi di assistenza: usi e costumi della vita quotidiana nel ghetto narrata attraverso oggetti e documenti.
Sala 6 (Dall'emancipazione a oggi)
Opere d'arte e documenti narrano il complesso cammino della Comunità Ebraica di Roma ancora vitale e attiva dopo ventidue secoli.
Sala 7 (Sala dell'ebraismo libico)
Documenti, oggetti e fotografie mettono in rilievo la storia della gloriosa e un tempo fiorente comunità ebraica di Libia e il suo contributo all'ebraismo romano dopo l'arrivo dei rifugiati da Tripoli e Bengasi nel 1967.
La Galleria dei Marmi Antichi
Uno spazio suggestivo dove sono raccolti i marmi risalenti al periodo compreso tra il XVI ed il XIX secolo, di massima importanza per la storia della Comunità Ebraica di Roma. Alcuni ricordano i lasciti di determinate famiglie, altri documentano l'acquisizione di terreni per il cimitero. Queste opere erano parte integrante della decorazione delle Cinque Scole.

## Fonti
Brochure del Museo Ebraico di Roma.

## Collegamenti
| È raggiungibile dalla fermata Via Arenula | del tram 8 |